# چوی سانگ
چوی سانگ (کره‌ای: 최상؛ زادهٔ چوی مین سونگ در ۱ ژانویه ۱۹۸۷) بازیگر اهل کره جنوبی است. او به خاطر ایفای نقش در زندگی تلخ و شیرین من، گربهٔ عزیز من و سیندرلا و چهار شوالیه شناخته می‌شود. او قبلاً با نام هنری چوی مین شناخته می‌شد و از سال ۲۰۲۴ نام هنری چوی سانگ را برگزید.

## فیلم‌شناسی
گزیده فیلم‌شناسی
- پاستا (۲۰۱۰) - در نقش نمو
- پدر نمونه یول (۲۰۱۵) - در نقش ریو هیون وو
- یونگ پال (۲۰۱۵) - در نقش چوی سونگ هون
- سیندرلا و چهار شوالیه (۲۰۱۶) - در نقش لی یون سونگ[۲]
- زندگی دوباره من (۲۰۲۲) - در نقش لی یون سوک[۳]
- بازی سیندرلا (۲۰۲۴) - در نقش هوانگ جین گو[۱]